# Kobasica
Kobasica je tradicionalni naziv za prerađevinu mljevenog mesa s dodatkom začina koje se stavlja u tanko prirodno životinjsko crijevo ili sintetičko crijevo.

## Podjela
Kobasice se prema trajnosti mogu podijeliti na:
- dugotrajne - kobasice su sušene i dimljene, rok trajanja 120 dana
- polutrajne - kobasice raznih naziva (tirolska, parizer, šunkarica), rok trajanja do 45 dana
- hrenovke, kratkog trajanja

Kobasice za kuhanje ili pečenje:
- barene kobasice
- dimljene kobasice
- pasterizirane kobasice
- motane kobasice
- krvavica, češnjovka, pivska, roštiljska / roštiljka / grill, safalada, domaća, pučka, istarska, karlovačka, zagorska, bratwurst, bijela / bavarska / weisswurst[1], bockwurst, frankfurter wurstchen, kranjska, debrecinska / debrecinka, nürnberška, alpska, berner(ova) / bernska kobasica...

Kobasice za rezanje (naresci / salame):
- parizer / pariška kobasica[2], posebna / extrawurst, tirolska, velebitska, sendvič narezak/salama, jeger, mortadela, stancija...
- chorizo, sudžuk, fuet, kulen, kulenov cvijet, kulenova seka, zimska, čajna, srijemska, graničarska, milanska, napoli, bečka, edel salama, mediteranska, romana, vrbovečka, panonska / panona, slavonska, baranjska, piknik kobasica, cervelat salama...

Kobasice prema porijeklu:
- goveđa, svinjska, od divljači, pileća, pureća...

Ostale podjele:
- bez glutena
- bez soje
- sa niskim / sa smanjenim udjelom masti
- bez mliječnih derivata
- fino mljevene / od fino usitnjenog mesa
- grubo mljevene / od grubo usitnjenog mesa
- od konzerviranog mesa
- sušena
- dimljena
- pečena
- fermentirana
- barena
- obarena
- pasterizirana
- termički obrađena / termički neobrađena
- djelomično termički obrađena

## U Hrvatskoj
Tradicionalno Slavonci i Baranjci su poznati kao veliki ljubitelji i poznavatelji kobasica. Osnovni sastojci kobasice su većinom svinjsko meso, začini sol, češnjak i papar koji daju okus i sprječavaju razvoj mikroorganizama. Dodaje se odabrana mljevena slatka ili ljuta paprika  ili oba začina. Razlike postoje u ukusu i dodatku omjera začina i dodavanju više začina i vrsta mesa.  
Kulen je sušeni dugotrajni proizvod iz porodice kobasica. Slijepo crijevo svinje, takozvana kulenica ili želudac, nadijeva se odabranim najboljim dijelovima mesa svinje. Za kulen se odabiru prvenstveno leđni dijelovi mesa, zatim but, plećka ili vrat. Mesu se dodaje i malo slanine. Meso i slanina se krupno melju ili sitno nasjeckaju nožem i dodaju začini.  Kulen se suši dulje zbog svoje debljine; kvaliteta zavisi u umijeću sušenja i dozdrijevanju mesa.
Slavonski, baranjski i Gavrilovićev kulen su izvorni hrvatski proizvodi koji se već desetljećima proizvode i cijenjeni su kako u Hrvatskoj, tako i u svijetu.

## U svijetu
Nijemci su poznati kao veliki ljubitelji kobasica; otvoren je muzej kobasica u Holzhausenu, blizu Erfurta, regionalnog glavnog grada Thüringena.  Stari službeni dokument o "Bratwurstu" iz Thüringena pronađen 2000. potaknuo je ideju o muzeju. Radi se o računu iz 1404. kojeg je Thomas Mauer pronašao u Arnstadtu, gradu nedaleko Holzhausena.
Francuzi, Talijani, Mađari, Hrvati, Srbi, Poljaci ili pojedine regije dotičnih zemalja se tradicionalno povezuju s dugogodišnjom tradicijom i poznavanjem umijeća kobasičarstva.
Hrenovke, švedski korv, prodaju se na ulici u malim kioscima ili kamp-prikolicama. To je bila jedina brza hrana do 1990-ih godina na švedskim ulicama. Većinom su to hrenovke brzo kuhane ili pečene na roštilju, prodaju se u kiflici sa senfom i kečapom. Šveđani imaju i svoju tradicionalnu kobasicu falukorv; naziv je dobila prema mjestu proizvodnje Falunu koja industrijskom proizvodnjom liči na parizer. Prinskorv je mala hrenovka, do 5 cm dužine, koja se tradicionalno služi za božićnih blagdana.
Kod Danaca je poznata hrenovka u crvenom ovitku, danski pølse. 

## Utjecaj na zdravlje
Svakodnevna konzumacija kobasice ili salame, povećava rizik od raka gušterače za gotovo 20 posto. Industrijski proizvedene kobasice sadrže preveliku količinu emulgatora, pogotovo polifosfata i natrijevog nitrita.

## Kobasice
- Devon je vrsta hladne kobasice.
- Pečenice - kobasice za pečenje
  - Češnjovke
- Brašnjače (kobasice) / Bele devenice / Meljne kobase / Brašnjenke

## Zanimljivosti
- Podriguša je naziv za jeftinu salamu, koja se obično kupuje za marendu, a ime aludira na smrad nakon podrigivanja.

## Drugi projekti
|  | Zajednički poslužitelj ima još gradiva o temi kobasice |

## Vanjske poveznice
- http://www2.hgk.hr/znakovi/izvorno/baranjski_kulen.asp  Arhivirana inačica izvorne stranice od 26. ožujka 2009. (Wayback Machine)
- http://www.gastro.hr/index.php/hr/novosti/gospodarstvo/muzej_kobasica  Arhivirana inačica izvorne stranice od 12. travnja 2008. (Wayback Machine)